# Oedostethus bodoanus
Oedostethus bodoanus is een keversoort uit de familie kniptorren (Elateridae). De wetenschappelijke naam van de soort is voor het eerst geldig gepubliceerd in 1913 door Reitter.